# Шовковий шлях (фільм)
«Шовковий шлях» (англ. Silk Road) — американський трилер, знятий Тиллером Расселлом. У головних ролях: Джейсон Кларк, Нік Робінсон, Олександра Шиппі, Кеті Аселтон, Джиммі Сімпсон і Пол Волтер Хаузер.
Світова прем'єра відбулася 19 лютого 2021 року.

## Сюжет
Фільм розповідає про затримання засновника Silk Road Росса Ульбріхта.

## В ролях
- Джейсон Кларк — the «Jurassic Narc»
- Нік Робінсон — Росс Ульбріхт
- Александра Шипп — Юлія Ві
- Даррелл Брітт-Гібсон
- Джиммі Сімпсон — Кріс Талберт
- Пол Волтер Хаузер — Кертіс Кларк Грін
- Лексі Рейб — Едді
- Деніел Девід Стюарт
- Мег Сміт

## Виробництво
У травні 2019 року Коул Спроус, Даррелл Брітт-Гібсон і Джиммі Сімпсон приєдналися до акторського складу фільму. У червні 2019 року Пол Волтер Хаузер, Кеті Аселтон і Лексі Рейб приєдналися до акторського складу фільму. В цей же місяць Деніел Девід Стюарт приєднався до касту, замінивши Спроуса.

### Зйомки
Знімальний період розпочався у червні 2019 року в Альбукерці, Нью-Мексико.

## Випуск
Світова прем'єра мала відбутися на кінофестивалі «Трайбека» 16 квітня 2020 року, але фестиваль скасували через пандемією Ковід-19.
Фільм вийшов 19 лютого 2021 року.